# Shōko Hamada
Shōko Hamada (jap. 浜田 彰子, Hamada Shōko) ist eine ehemalige japanische Fußballspielerin.

## Karriere
Hamada absolvierte ihr erstes Länderspiel für die japanischen Nationalmannschaft am 21. Januar 1986 gegen Indien. Insgesamt bestritt sie zwei Länderspiele für Japan.